# توریچلی ۷۴۳۷
سیارک ۷۴۳۷ (به انگلیسی: 7437 Torricelli، نامگذاری:1994EF3) هفت هزار و چهارصد و سی و هفتمین سیارک کشف شده‌است که در ۱۲ مارس ۱۹۹۴ کشف شد.
قدر مطلق سیارک برابر ۱۴٫۲۰ است.